# Drapeau du kraï du Kamtchatka
Le drapeau du kraï du Kamtchatka  est le symbole officiel du kraï du Kamtchatka, un sujet de Russie. Le 17 février 2010, par décision de l'Assemblée législative du kraï du Kamtchatka, les lois du kraï du Kamtchatka sur les armoiries, le drapeau et l'hymne du kraï du Kamtchatka ont été adoptées. La levée officielle du drapeau a eu lieu le 1er juillet 2010, jour du troisième anniversaire de la formation du kraï du Kamtchatka.

## Description
Le drapeau du kraï du Kamtchatka est un panneau rectangulaire de deux bandes horizontales : le haut est blanc, le bas est azur avec l'image de figures des armoiries du kraï du Kamtchatka situées dans le toit : trois volcans de tailles différentes en noir avec des sommets argentés, avec une flamme écarlate émergeant de chaque sommet entourée de fumée argentée. Derrière les volcans, le soleil levant est représenté en noir sur argent. Autour du soleil se trouve un ornement national composé de triangles écarlates et azur entourés d'une bordure argentée. Les triangles écarlates sont situés à l’intérieur de l’ornement et leurs sommets pointent vers l’extérieur. Les triangles d'azur se trouvent à l'extérieur de l'ornement et leurs sommets sont tournés vers l'intérieur.

Le rapport entre la largeur du drapeau du kraï du Kamtchatka et sa longueur est de 2:3. Le rapport de largeur des rayures horizontales est de 2:1. Le rapport entre la superficie du canton et la superficie du drapeau du kraï du Kamtchatka est de 1:4. Le rapport entre la hauteur des figures des armoiries du kraï du Kamtchatka et la largeur du drapeau du kraï du Kamtchatka est de 1:6.
Le kraï du Kamtchatka a été formé le 1er juillet 2007  à la suite de la fusion de l'oblast du Kamtchatka et du district autonome des Koriaks, sur la base des résultats du référendum tenu le 23 octobre 2005.

## Histoire
Le drapeau de l'oblast du Kamtchatka était un panneau rectangulaire de deux bandes horizontales : celle du haut est blanche, celle du bas est bleue. Le rapport de largeur des rayures est de 2:1. Sur le toit se trouve une image des figures des armoiries de l'oblast du Kamtchatka : des collines et des vagues cracheuses de feu ; les collines sont représentées en noir, avec des flammes rouges, des pics blancs, bordés sur les bords et de la fumée, les vagues sont bleues et blanches ; Les détails blancs de l'image (à l'exception des vagues) sont séparés du fond blanc de la dalle par de fins contours bleus. Le rapport entre la largeur du drapeau et sa longueur est de 2:3.
Après l'unification des régions, le drapeau de l'oblast du Kamtchatka est devenu le drapeau du kraï du Kamtchatka. Il a été changé en 2010. 